# Кривий будиночок (фільм)
«Кривий будиночок» (англ. Crooked House) — кіноекранізація однойменного детективного роману Агати Крісті. В Україні вперше стрічку продемонстрували 30 листопада 2017 року.

## Сюжет
Онука магната Арістіда Леонідіса, Софія, наймає приватного детектива Чарльза Гейворда, щоб з'ясувати обставини смерті. Софія підозрює, що хтось з родини причетний до цього. Після низки опитувань Гейворд виявляє, що в кожного були якісь мотиви вбивства. Підозри падають навіть на саму Софію, яка мала романтичні стосунки з детективом. Такі обставини негативно впливають на об'єктивність розслідування. Інспектор Тавенер особисто береться за справу. Він знаходить достатньо доказів для арешту Бренди та Лоуренса. Після отруєння ціанідами няні Жозефіни Гейворд повертається в Лондон. Підозра падає на Едіт. В її саду Чарльз знаходить пляшку з ціанідом та записники. У записнику Жозефіни було написано про її вбивство Арістада Леонідіса, бо той не оплачував її заняття з балету. Також вона отруїла няню, бо та стала підозрювати її. Едіт, яка знала про свою неминучу смерть від раку, пожертвувала собою заради родини, відводячи підозру від Жозефіни.

## У ролях
| Актор                 | Роль              |
| --------------------- | ----------------- |
| Макс Айронс           | Чарльз Гейворд    |
| Гленн Клоуз           | леді Едіт         |
| Джилліан Андерсон     | Магда Вест        |
| Теренс Стемп          | інспектор Тавенер |
| Крістіна Гендрікс     | Бренда Леонідіс   |
| Стефані Мартін        | Софія де Гавілент |
| Джуліан Сендс         | Філіп Леонідіс    |
| Гонор Кніфсі          | Жозефіна          |
| Джон Хеффернан        | Лоуренс           |
| Аманда Аббінгтон      | Клеменсі Леонідіс |
| Роджер Ештон-Гріффітс | Гейтскілл         |

## Створення фільму

### Виробництво
Зйомки фільму почались у вересня 2016 року у Великій Британії.

### Знімальна група
- Кінорежисер — Жиль Паке-Бреннер
- Сценаристи — Жиль Паке-Бреннер, Джуліан Феллоуз, Том Роуз Прайс
- Кінопродюсери — Джозеф Абрамс, Джеймс Спрінг, Саллі Вуд
- Кінооператор — Себастьян Вінтерьо
- Кіномонтаж — Пітер Крістеліс
- Композитор — Г'юго де Чеа
- Художник-постановник — Саймон Боулз
- Артдиректори — Саймон Ламонт, Девід Вуд
- Художник по костюмах — Коллін Келсолл
- Підбір акторів — Рег Поерскаут-Еджертон[3].

## Сприйняття
Фільм отримав переважно схвальні відгуки. На сайті Rotten Tomatoes оцінка стрічки становить 69 % на основі 16 відгуків від критиків (середня оцінка 5,8/10) і 62 % від глядачів із середньою оцінкою 3,5/5 (278 голосів). Фільму зарахований «стиглий помідор» від кінокритиків та «попкорн» від глядачів, Internet Movie Database — 6,4/10 (4 151 голос), Metacritic — 59/100 (8 відгуків критиків) і 6,5/10 (8 відгуків від глядачів).